# 沃尔姆西岛

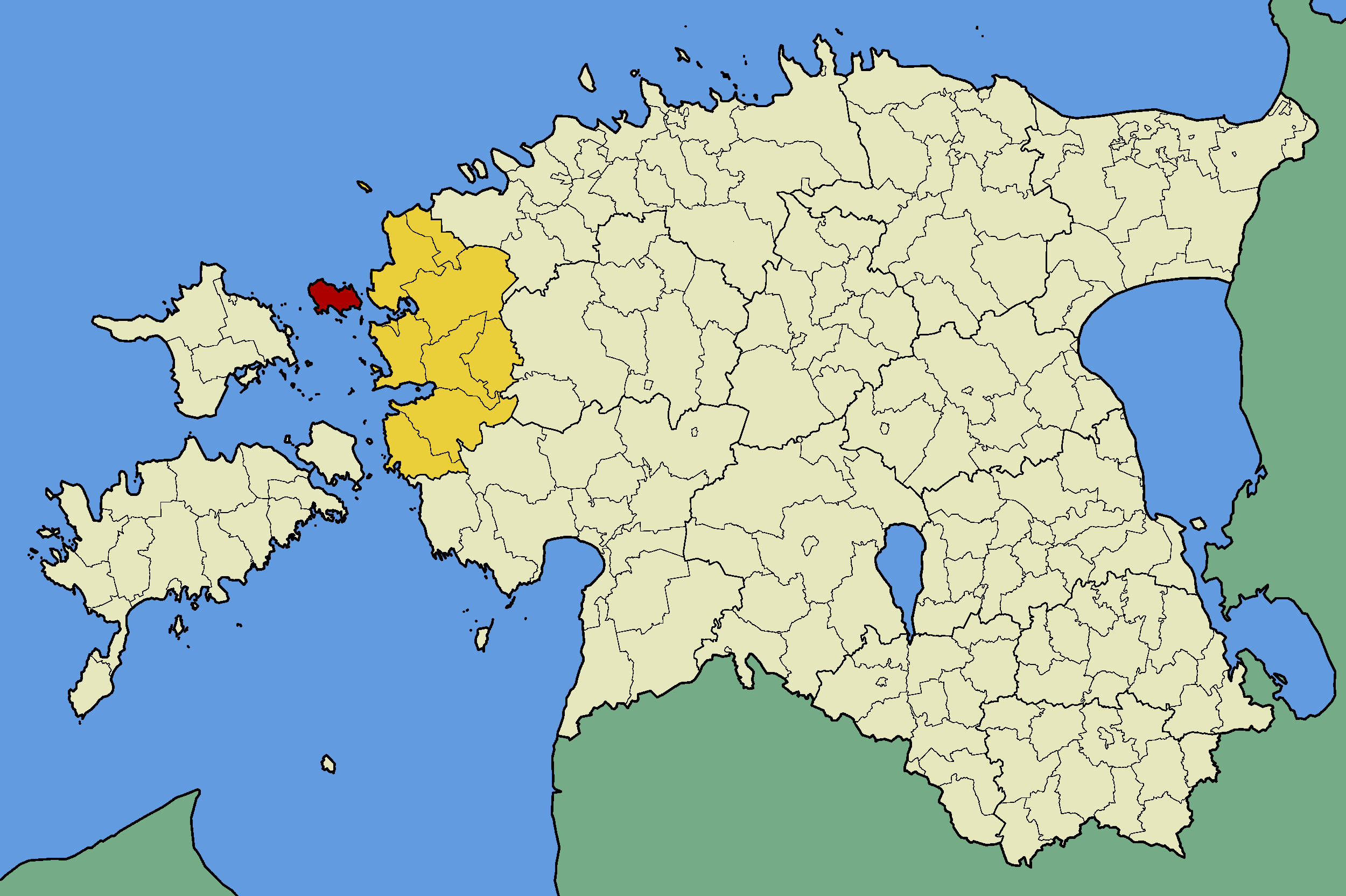
沃尔姆西岛在爱沙尼亚的位置（红色）

沃尔姆西岛是爱沙尼亚第四大岛，位于希乌马岛和主大陆之间，总面积92平方公里。属于沃尔姆西市镇管辖。

## 历史
沃尔姆西岛作为一个有人居住的岛屿可以追溯到13世纪。在其历史的大部分时间里，岛上居民为爱沙尼亚瑞典人，在第二次世界大战之前人口达到3000人。战争期间，岛上所有的瑞典人，和在爱沙尼亚生活的其他瑞典人一起，被疏散或逃亡到瑞典。该岛目前的人口大约是240人。
岛名来自德语（Worms）或者瑞典语（Ormsö）。瑞典语的影响也在其他地名中体现出来，如很多村庄的名字。

## 图集

萨克斯比灯塔
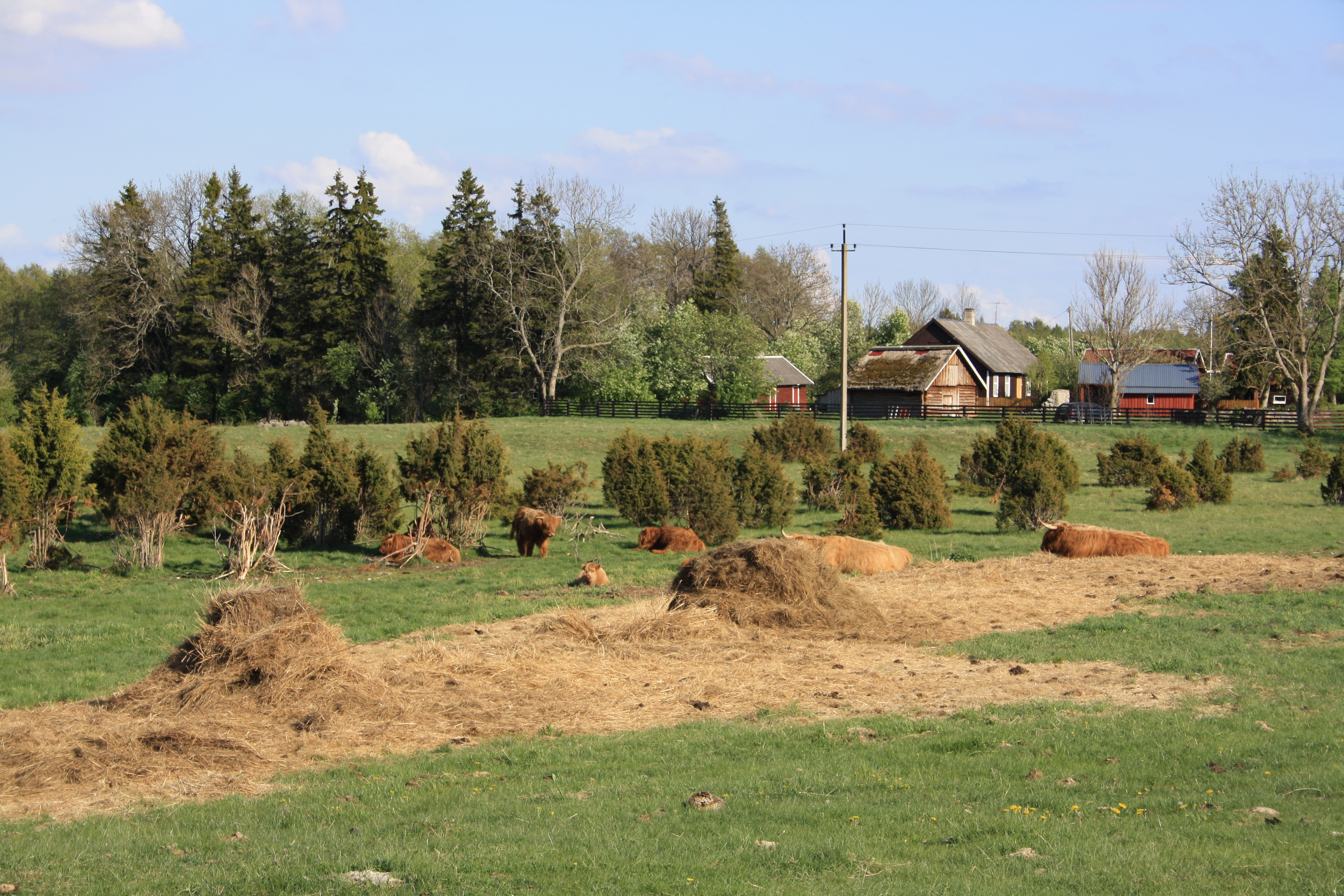
Paddoc, Rälby
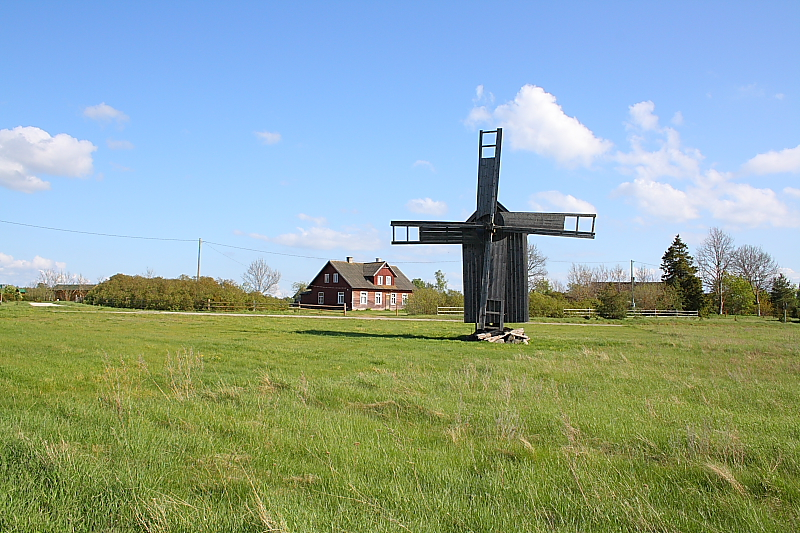
Rälby（英语：Rälby）的古老风车
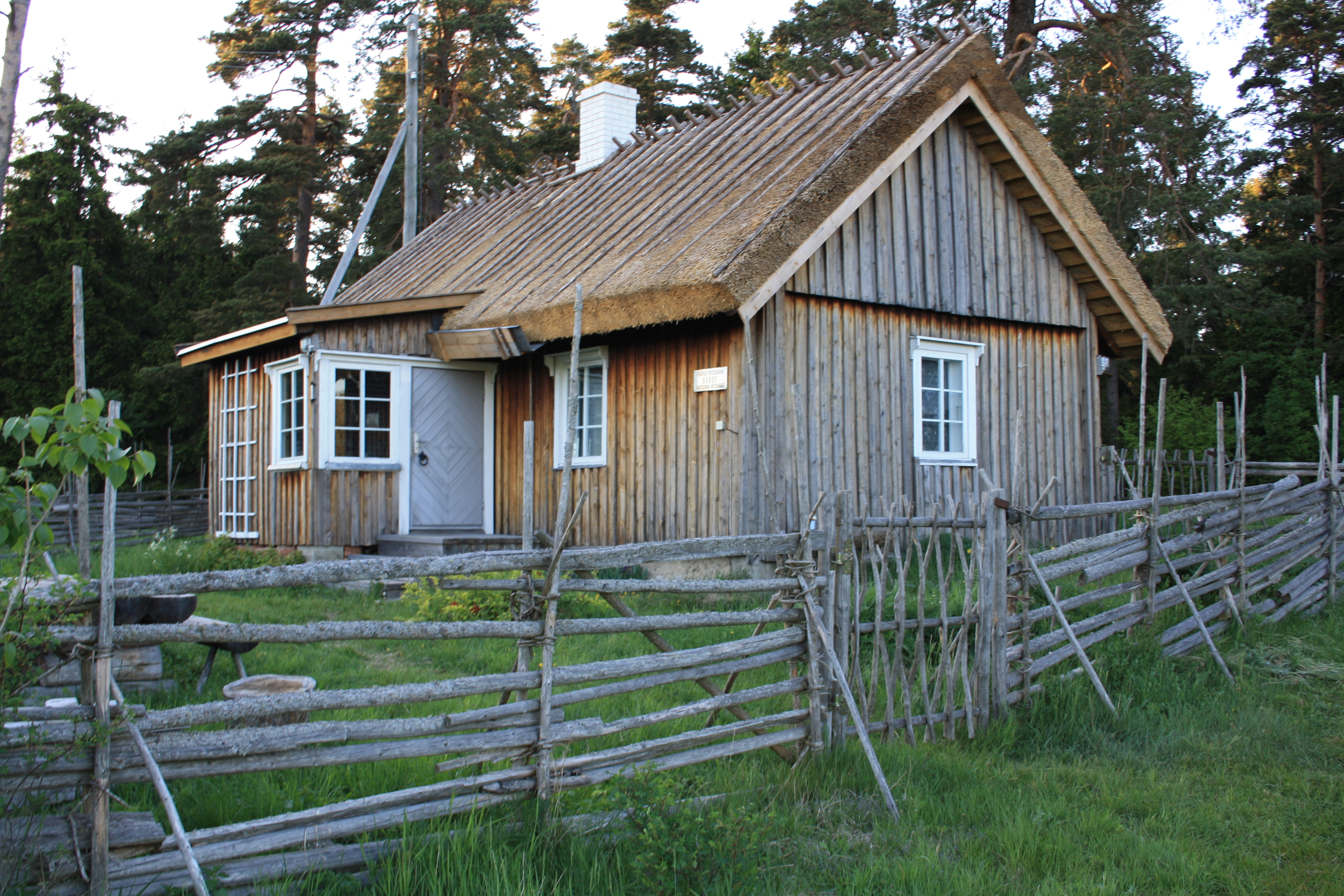
樵夫的小屋
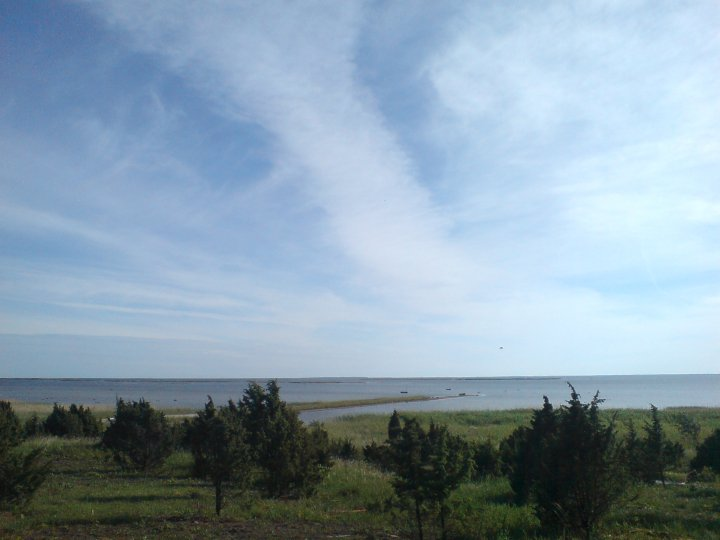
Rumpo（英语：Rumpo）的海滩地区
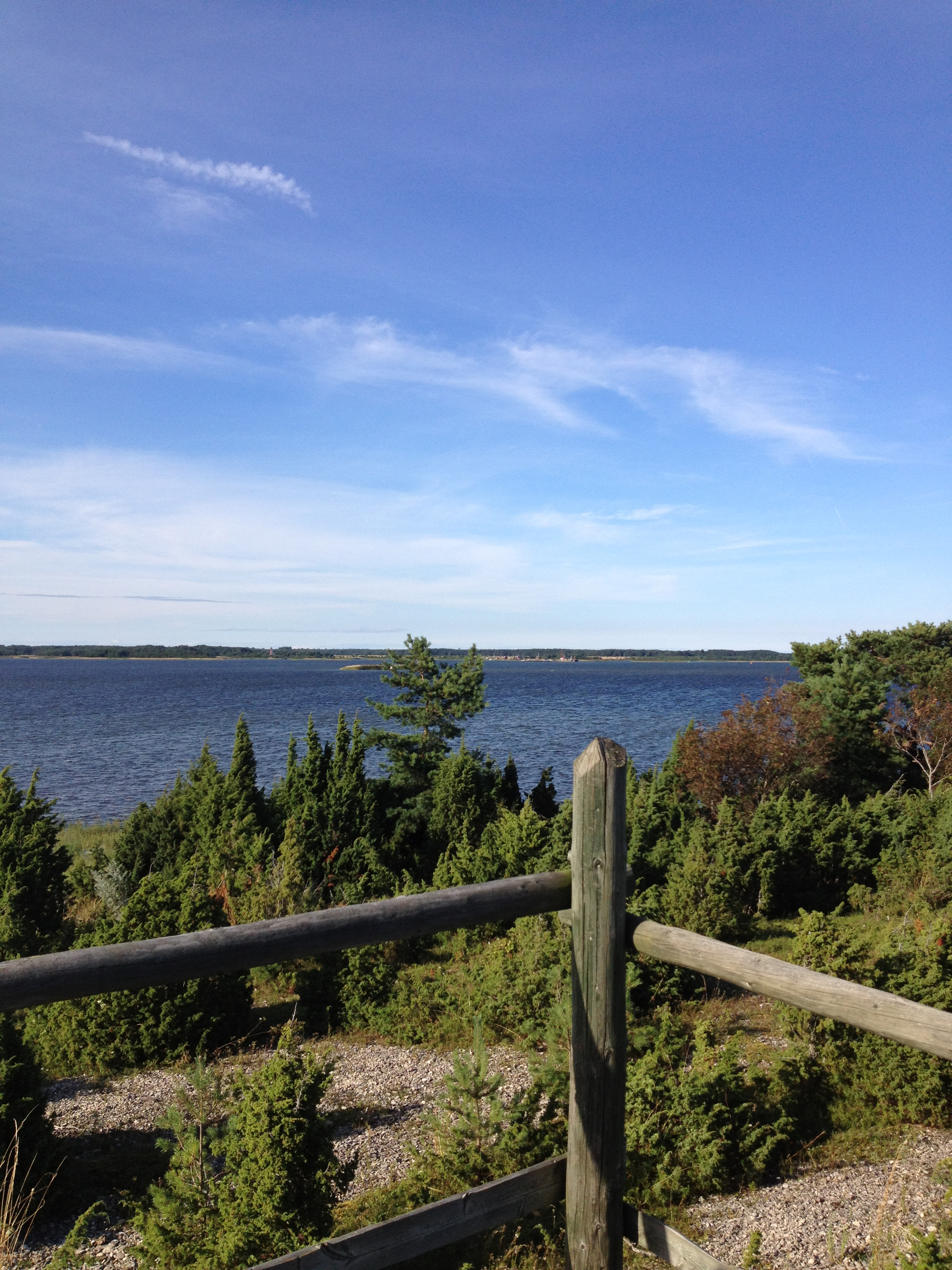
在Rumpo（英语：Rumpo）半岛的观景台，展望Sviby（英语：Sviby）海港。